# مرياما كولي
مرياما كولي (مواليد 6 سبتمبر 1988) هي شخصية إذاعية وناشطة في مجال حقوق الإنسان وممثلة من غامبية. اشتهرت بدعمها للمجتمع من خلال التطوع وبصفتها بطلة فيلم يد القدر للمخرج ابراهيم سيساي عن كتاب بنفس العنوان للكاتبة المسرحية جانيت بادجان يونغ.
تم ترشيحها لجوائز الأوسكار الأفريقية جوائز نوليوود ونقاد السينما الأفريقية عن دورها في الفيلم كما حصلت على شهادة الاستحقاق الوطني للشباب من قبل وزارة الشباب والرياضة الغامبية بالتعاون مع مجموعة بالانس لمساهمتها في التنمية الوطنية.

## وصلات خارجية
لا توجد روابط لمواقع التواصل الاجتماعي.